# Nádkút
Nádkút (németül: Rohrbrunn) Némethidegkút településrésze, egykor önálló község Ausztriában Burgenland tartományban a Gyanafalvi járásban,

## Fekvése
Gyanafalvától 28 km-re északra, Németújvártól 24 km-re nyugatra a Lapincs bal partján a régi magyar határ mellett fekszik.

## Története
A települést 1427-ben "Rorprun" alakban említik először. A németújvári uradalomhoz tartozott. 1428-ban Zsigmond király Cseh Pétert erősítette meg az uradalom birtokában. 1459-ben Hunyadi Mátyás az uradalommal együtt hívének Újlaky Miklós erdélyi vajdának adta, majd 1524-ben az Újlakyak kihalásával II. Lajos király Batthyány Ferencnek adományozta.
1538-ban 8, 1548-ban 11, 1576-ban 12, 1588-ban 11, 1599-ben 20 portát számláltak a településen. 1605-ben Bocskai hadai dúlták fel a települést. Lakói még alig heverték ki a pusztítást, amikor 1622-ben Bethlen Gábor serege újból felégette. 1648-ban 33 házában 125 lakos élt. 1691-ben 30, 1720-ban 36, 1744-ben 33 háza volt. 1787-ben 84 házat és 329 lakost találtak a településen. 1802-ben 357 lakosából 354 katolikus és 3 luteránus volt. 1828-ban a házak száma 59, a lakosoké 448 volt. 1856-ban 452 lakosa volt, ebből 450 katolikus és 2 luteránus. Első tanítója Josef Kirmann 1851-ből ismert. A falu lakói Némethidegkútra jártak istentiszteletre, temploma 1896-ban épült fel.
Vályi András szerint " NÁDKÚT. Rohrbrun. Német falu Vas Várm. földes Ura H. Batthyáni Uraság, lakosai katolikusok, fekszik Hidegkúthoz nem meszsze, és annak filiája, határjá is hozzá hasonlító."
Fényes Elek szerint "Nádkút Rohrbrunn, német falu, Vas vmegyében a stájer határszélen a Lapnics mellett: 422 kath., 6 evang. lak. Harminczad hivatal. Búza, dohány, kender, bor- és gyümölcstermesztés. Erdő. F. u. gr. Batthyáni, s a németujvári uradalomhoz tartozik. Ut. p. Fürstenfeld."
Vas vármegye monográfiája szerint "Nádkút, stájer határszéli falu a Lapincs-patak mellett. A házak száma 90, a lakosoké, a kik németajkúak, 608. Vallásuk r. kath. Postája Radafalva, távírója Szt.-Gotthárd."
1910-ben 685, túlnyomórészt német lakosa volt. Az első világháborúban 22 nádkúti férfi esett el, ketten eltűntek. A trianoni békeszerződésig Vas vármegye Szentgotthárdi járásához tartozott. 1921-ben Ausztria Burgenland tartományának része lett. 1930-ban 9 lakosa távozott a tengerentúlra. Az egykori Batthyány-kastélynak 1930-ban a bécsi Wilhelm Till volt a tulajdonosa. 1971-ben közigazgatásilag Némethidegkúthoz csatolták. 2001-ben 581 lakosa volt.

## Nevezetességei
- Xavéri Szent Ferenc tiszteletére szentelt római katolikus temploma 1896-ban épült.

## Híres emberek
- Itt született 1912-ben Alois Brunner SS-tiszt, háborús bűnös.

## Külső hivatkozások
- Némethidegkút weboldala
- Nádkút a dél-burgenlandi települések honlapján
- Burgenland településeinek történeti lexikona
- Várszentmiklós honlapja
- Geomix.at